# Pięć ćwiartek pomarańczy
Pięć ćwiartek pomarańczy (Five Quarters of the Orange) – piąta powieść Joanne Harris,  wydana w 2001 roku.
Akcja powieści dzieje się we francuskiej wiosce Les Laveuses podczas okupacji niemieckiej. Główna bohaterka - Framboise wprowadza czytelnika w zagadkową atmosferę swojego dzieciństwa. Odkrywa przed nim tragiczne zdarzenie z tamtych czasów. Opowiadając o swoich przeżyciach, analizuje z perspektywy czasu siebie samą i swoje postępowanie. Czytając tajemniczy dziennik swojej matki, przez którą została odtrącona, zaczyna rozumieć co tak naprawdę działo się w latach jej młodości.